# Свободный (Ставропольский край)
Свободный — упразднённый хутор в Александровском районе Ставропольского края. Снят с учета решением Ставропольского краевого совета № 209 от 30.03.1983 г.

## География
Хутор располагался на правом берегу реки Мокрый Карамык, в 9 км к юго-востоку от с. Саблинское.

## История
Основан в 1913 г как хутор Букреевский станицы Александрийской. Хутор состоял из 75 дворов, во владении находилось 3325 десятин земли, в том числе 3259 — удобной. В административном отношении подчинялся Александрийскому юрту Пятигорского отдела Терской области. В 1927 г. значится уже как станица Свободная, центром Свободненского сельсовета Александрийского района Терского округа.

## Население
В 1914 г. на хуторе проживало 404 человека (224 мужчины и 180 женщин), 100 % населения — русские. По данным переписи 1926 года в станице проживало 566 человек (262 мужчины и 304 женщины), преобладающая национальность — великороссы.